# 十五沢
十五沢（じゅうごさわ）は、千葉県市原市の五井地区にある大字。郵便番号は290-0267。

## 概要
千葉県市原市の五井地区にある大字である。主に水田を中心として、果樹園なども点在する耕作地帯である。また、住宅も点在している。

## 地理
北は小折及び柳原、東は西野、南は糸久・宮原及び西野の飛び地、西は今富と接する。

## 歴史

### 沿革
- 1963年5月1日 - 市原市市制施行に伴い市原市五井地区の一部となる[5]。

## 世帯数と人口
2022年4月1日現在の世帯数と人口は以下の通りである。
| 町丁字 | 世帯数 | 人口  |
| ------ | ------ | ----- |
| 十五沢 | 53世帯 | 122人 |

## 通学区域
市立小中学校及び県立高校へ通学する場合の通学区域は以下の通りである。
| 町丁字 | 番地 | 小学校             | 中学校             | 県立高校 |
| ------ | ---- | ------------------ | ------------------ | -------- |
| 十五沢 | 全域 | 市原市立海上小学校 | 市原市立東海中学校 | 第9学区  |